# Entomogramma syngrammata
Entomogramma syngrammata là một loài bướm đêm trong họ Erebidae.